# Callilitha tenaruensis
Callilitha tenaruensis là một loài bướm đêm trong họ Crambidae.